# NGC 7738
NGC 7738 ist eine Balken-Spiralgalaxie mit aktiven Galaxienkern vom Hubble-Typ SBb im Sternbild Fische auf der Ekliptik. Sie ist schätzungsweise 307 Millionen Lichtjahre von der Milchstraße entfernt und hat einen Durchmesser von etwa 180.000 Lj.

Im selben Himmelsareal befindet sich die Galaxie NGC 7739.
Das Objekt wurde im Jahr 1865 von Gaspare Stanislao Ferrari entdeckt.